# بازی با واژگان
آنچه را بازی با واژگان می‌نامیم پاره‌ای کاربردهای ویژه در بدیع است که ارزش هنری چندانی ندارند. این کاربردها تنها بازی‌هایی دشوار و پیچیده با واژه‌ها هستند که برای دو گروه می‌توانند سودمند باشند:
- ۱- شاعران تازه‌کار که به کمک این بازی‌ها می‌توانند طبع خویش را در سخنوری ورزیده و تیز و توانا کنند و بر شگردها و ترفندهای سخن چیره شوند.
- ۲-استادان شعر و ادب که از راه بازی با واژگان می‌توانند چیرگی و توانایی خودشان را بر سخن آشکار نمایند.

## انواع بازی با واژه
- واروخوانه
- ستردگی (حذف)
- رَقطا
- خَیفا
- گسسته (مُقَطع)
- پیوسته (موَصّل)
- بازبسته (موقوف)
- لب‌گسل (تفصیل)
- لب‌پیوند (توصیل)
- هجا
- چارسویه (مربع)
- خُردگی (تصغیر)
- آمیختگی
- گشتگی (تصحیف)